# Chữ hán

chữ Hán, chữ nho, Hán tự, Hán Nôm

Los chữ hán (𡨸漢, "caracteres han"), chữ nho (𡨸儒, "caracteres confucianos") o hán tự (漢字, "caracteres han") eran una forma escrita de la lengua china usada por el gobierno de Vietnam del dominio chino (111 aC) hasta la época colonial francesa (1890). Desde el siglo XV hasta el siglo XIX la lengua china convivió con la chữ nôm (字喃/𡨸喃/𡦂喃), la lengua vietnamita vernácula escrita en caracteres demóticos con caracteres chinos adaptados.